# 鎌苅干拓
鎌苅干拓（かまがりかんたく）は、千葉県印西市の大字。2017年10月31日現在の人口は0人。郵便番号270-1600。

## 地理
北は瀬戸、東は瀬戸干拓、南東は佐倉市土浮干拓、南は師戸干拓、南西は師戸、西は鎌苅に隣接している。